# Teknologföreningen
Teknologföreningen, även känd som TF, är den svenskspråkiga nationen vid Aalto-universitetet i Esbo.
Teknologföreningen grundades 1872 av studerande vid Helsingfors Tekniska Realskola. Som TF:s grundare kan nämnas Nils Jonathan Wenell som sade: "läroverket utbildar tjänstemannen, kamratskapen danar medborgaren".
Idag är Teknologföreningen känd för att värna om gamla traditioner och kultur, såsom sitskulturen som lever stark på TF. Även Teknologföreningens nationshus, Urdsgjallar (1966), ritad av Kurt Moberg, är vida känt. Där drev teknologerna i slutet av 1970-talet ett av Helsingforsregionens populäraste ungdomsdiscon. Det till betong byggda nationshuset har även givit upphov till nationens signaturdryck betongblandare. År 2020 fattades beslut att riva byggnaden på grund av dess dåliga skick, men år 2023 beslöt man att huset skall bevaras och renoveras.
Teknologföreningen har cirka 850 ordinarie medlemmar, 600 äldre medlemmar och fyra hedersmedlemmar.
Vid Teknologföreningen verkar Teknologorkestern Humpsvakar, som vid sidan om sin finska motsvarighet Retuperän WBK (Retuändas spritvilliga brandkommun) står för otnästeknologernas mera humoristiska orkesterkultur.